# Liste des partis politiques à Saint-Martin (Antilles)
Les élections à Saint-Martin concernent :
- Le Conseil territorial (gérant cette collectivité d'outre-mer).
- Les législatives françaises.
- L'élection du président de la république française au suffrage universel.

De son côté, les grands électeurs (c-à-dire : Conseil territorial et le député) élisent le sénateur.

## Liste des "sigles" des "Partis" politiques

### Listes  électorales locales depuis 2007(par ordre alphabétique)
- (ADPS) Alliance Démocratique pour Saint-Martin , par Wendel Cocks,
- (All) Alliance, par Dominique Riboud,
- (GS) Génération solidaire, par Louis Jeffry,
- (MAP) Movement for the advancement of the people, par Louis Mussington,
- (RRR) Rassemblement responsabilité réussite, par Alain Richardson,
- (RSM) Réussir Saint-Martin , par Jean-Luc Hamlet,
- (SMPT) Saint-Martin pour tous, par Marthe Ogoundélé-Tessi,
- (TDG-2012) Team Daniel Gibbs 2012, par Daniel Gibbs,
- (UD) Union pour la démocratie (Saint-Martin), par Daniel Gibbs,
- (UP) Union pour le Progrès , par Louis-Constant Fleming

### Représentants(Étiquettes)de partis "politiques" nationaux
- (FN) Front national, le fut par Edouard Roussat,
- (PS) Parti socialiste, par Louis Mussington
- (UMP) Union pour un mouvement populaire, par Louis-Constant Fleming